# Concepción Tutuapa
Concepción Tutuapa är en kommunhuvudort i Guatemala.   Den ligger i departementet Departamento de San Marcos, i den västra delen av landet, 150 km nordväst om huvudstaden Guatemala City. Concepción Tutuapa ligger 2 263 meter över havet och antalet invånare är 1 171.
Terrängen runt Concepción Tutuapa är kuperad söderut, men norrut är den bergig. Runt Concepción Tutuapa är det ganska tätbefolkat, med 214 invånare per kvadratkilometer. Närmaste större samhälle är San Miguel Ixtahuacán, 5,1 km sydost om Concepción Tutuapa. I omgivningarna runt Concepción Tutuapa växer i huvudsak blandskog.